# Þorkell hamarskáld
Þorkell hamarskáld fue un escaldo de Islandia que según Skáldatal prestó servicio en la corte de Magnus III de Noruega. Entre sus obras más conocidas se encuentra el poema dedicado a la victoria de Magnus en la batalla de Menai Strait (1081), cuando una fuerza conjunta de noruegos y galeses se enfrentaron a los invasores normandos, posiblemente compuesto hacia la década de 1100. Snorri Sturluson lo menciona también en su Skáldskaparmál.
Entre las composiciones que han sobrevivido se encuentra Magnússdrápa dedicado al rey, un lausavísur y un fragmento de poema escáldico.